# Manganahosahalli, Krishnarajpet
Manganahosahalli là một làng thuộc tehsil Krishnarajpet, huyện Mandya, bang Karnataka, Ấn Độ.